# Casa Lercaros
La Casa Lercaros es una casona colonial ubicada en la calle Espaderos esquina con la Plaza Regocijo en el centro histórico del Cusco, Perú.
En efecto, en 1555, el corregidor del Cusco, Sebastián Garcilaso de la Vega autorizó la construcción de edificios en medio del Huacaypata generando de esa manera las manzanas ubicadas actualmente entre las calles Espaderos, Del medio, Mantas, Heladeros y Espinar así como las actuales Plazas de Armas, Regocijo, Espinar y el actual Hotel de Turistas bajo las cuales transcurre el río. En dichas manzanas, en la esquina occidental, se levantó este inmueble. 
Originalmente la casa tenía sólo dos niveles con ajimez y una galería adintelada. El tercer nivel se agregó a principios del siglo XX,
los portales actuales reemplazaron a los originales que eran adintelados y que forman el actual Portal Espinar. La casa sufrió destrucción parcial en los terremotos de 1650 y 1950. Fue modificada hacia 1900 y restaurada en 1988.
Desde 1972 el inmueble forma parte de la Zona Monumental del Cusco declarada como Monumento Histórico del Perú. Asimismo, en 1983 al ser parte del casco histórico de la ciudad del Cusco, forma parte de la zona central declarada por la UNESCO como Patrimonio Cultural de la Humanidad.
Consta de un patio y tres niveles, presenta dos frontis y el acceso por la calle Espaderos. El Patio principal está configurado por tres crujías y la caja de escaleras, la crujía del lado suroeste presenta portales con arcos de medio punto líticos. Las crujías noreste, noroeste y sureste exhiben funcionalmente corredores en voladizo sustentado sobre ménsulas con balaustrada de madera. Exteriormente es un volumen masivo y homogéneo con vanos de dintel en arco en el primer nivel y balconcillos en el  segundo y tercero. Destaca el muro esquinero lítico del segundo nivel.